# Zach McGowan

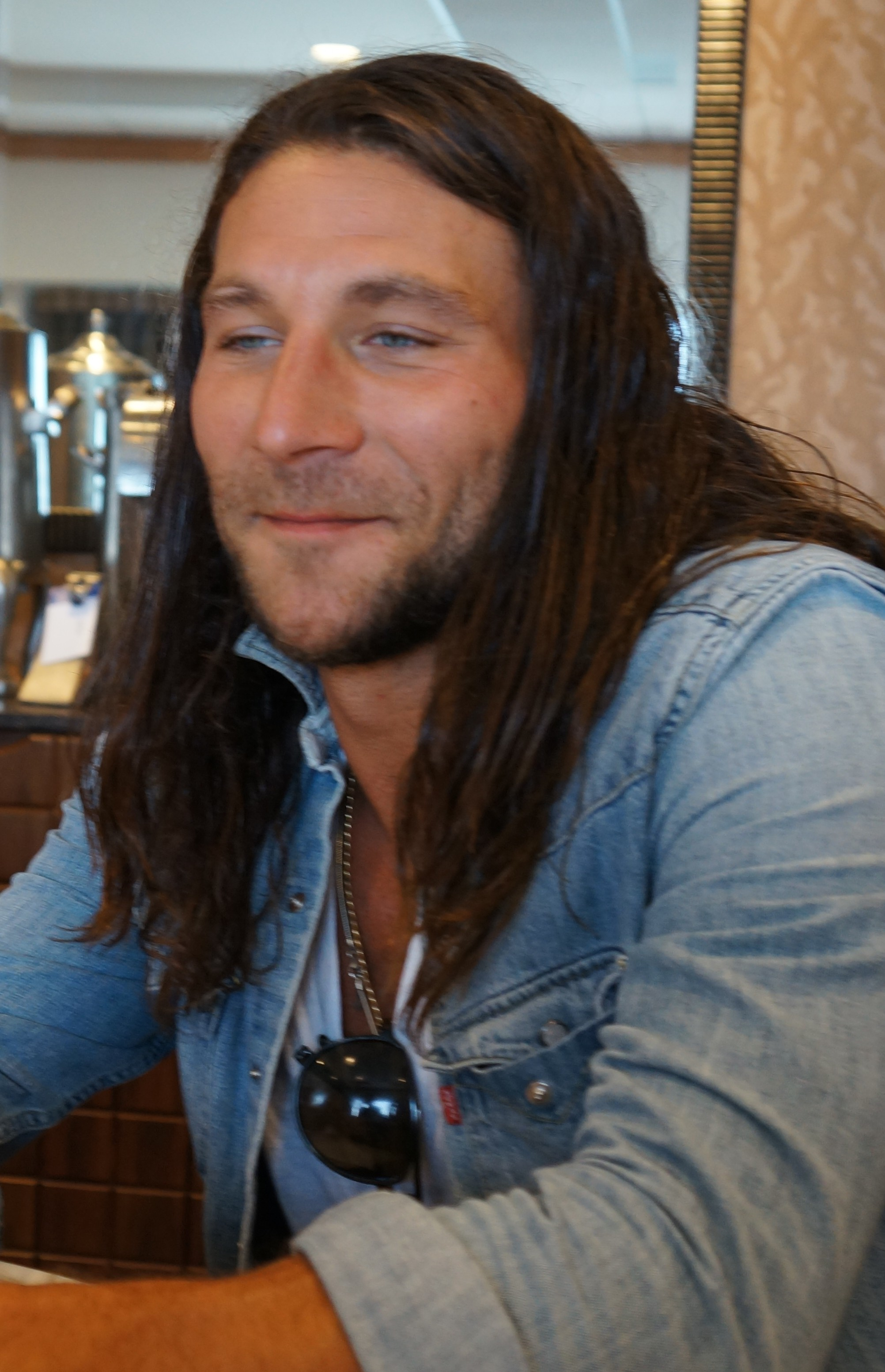
Zach McGowan in 2013

Zachary Brendan 'Zach' McGowan (New York, 5 mei 1980) is een Amerikaans acteur.

## Biografie
McGowan werd geboren in New York als oudste van drie kinderen, en is van Ierse en Joodse afkomst. Tijdens zijn highschooltijd was hij actief als aanvoerder van het American footballteam en het ijshockeyteam, en lid van het schooltheatergezelschap. Na de highschool studeerde hij af aan de Carleton College in Northfield (Minnesota).
McGowan begon in 2004 met acteren in de korte film The 14th Morning, waarna hij nog meerdere rollen speelde in films en televisieseries. Hij is onder andere bekend van zijn rol als Charles Vane in de televisieserie Black Sails, waar hij al in 28 afleveringen speelde (2014-2016).

## Filmografie

### Films
Uitgezonderd korte films.
- 2022 Sanctioning Evil - als Dakota
- 2022 Murder at Yellowstone City - als Robert Dunnigan
- 2021 Last Call - als Dougal
- 2019 Robert the Bruce - als Brandubh
- 2018 The Brawler - als Chuck Wepner
- 2018 The Scorpion King: Book of Souls - als Scorpion King
- 2018 Death Race: Beyond Anarchy - als Connor Gibson
- 2016 Imperfections - als Ray
- 2014 Dracula Untold - als Shkelgim
- 2014 Snapshot - als Thomas Grady
- 2014 Friended to Death - als Joel
- 2011 Man Eating Super Snake - als verteller
- 2009 Terminator Salvation - als soldaat op Osprey
- 2008 SEAL Team VI - als Roberts
- 2006 The Hunt for Eagle One: Crash Point - als Jackson
- 2006 The Hunt for Eagle One - als specialist Hank Jackson

### Televisieseries
Uitgezonderd eenmalige gastrollen.
- 2022 Blood & Treasure - als Andrei Levchenko - 2 afl.
- 2020 MacGyver - als Ramon - 3 afl.
- 2016-2020 The 100 - als Roan - 17 afl.
- 2020 Project Blue Book - als Duncan Booker - 2 afl.
- 2019 L.A.'s Finest - als Ray Sherman - 2 afl.
- 2018 The Walking Dead - als Justin - 3 afl.
- 2017-2018 Agents of S.H.I.E.L.D. - als Anton Ivanov - 9 afl.
- 2017-2018 Damnation - als Tennyson Duvall - 2 afl.
- 2014-2016 Black Sails - als Charles Vane - 28 afl.
- 2012-2013 Shameless - als Jody Silverman - 24 afl.
- 2012 Dating Rules from My Future Self - als Jagger - 2 afl.

### Computerspellen
- 2012 Resident Evil 6 - als BSAA
- 2012 Makkusu anâkî - als Nikolai
- 2012 Resident Evil: Operation Raccoon City - als stem
- 2009 Stormrise - als leider Rangers / soldaat
- 2008 Iron Man - als Marc Scarlotti / Whiplash
- 2008 Boom Blox - als cowboy Beaverz
- 2007 Universe at War: Earth Assault - als diverse stemmen

- Gemeinsame Normdatei: 1125474165
- International Standard Name Identifier: 0000 0004 7435 4776
- Library of Congress Control Number: no2015039130
- Système universitaire de documentation: 24916082X
- Virtual International Authority File: 315188906